# Alternative Press Music Awards
Der Alternative Press Music Award (kurz The AP Music Awards oder APMAS) ist ein US-amerikanischer Musikpreis, welcher 2014 erstmals vom US-amerikanischen Musikmagazin Alternative Press verliehen wird.

## Geschichte
Am 24. April 2014 verkündete das US-amerikanische Musikmagazin Alternative Press, welches sich vor allem auf Punk, Hardcore und deren Subgenres spezialisiert hat, die erstmalige Verleihung der Alternative Press Music Awards am 21. Juli 2014.
Alternative-Press-Herausgeber Mike Shea kommentierte die erstmalige Austragung der Preisverleihung wie folgt:

„For nearly 30 years, Alternative Press has been the leading voice in cutting-edge music and lifestyle. Now we can finally have a night of our own.“

Die Awardshow wurde im Rock and Roll Hall of Fame Museum nahe dem Eriesee in Cleveland, Ohio ausgetragen. Leser stimmen in einem Online-Voting über den Preisträger in zwölf Kategorien ab. Die erstmalige Preisverleihung wurde bei AXS TV ausgestrahlt, welcher eine Reichweite von ungefähr 42 Millionen Haushalte in den Vereinigten Staaten hat.
2015 wurde mit der Best Music Video eine neue Kategorie veröffentlicht. 2015 zog die Preisverleihung um: Die APMAS wurden in der Quicken Loans Arena, dem Heimstadion des Basketball-Clubs Cleveland Cavaliers abgehalten. Das Time Magazine bezeichnete die Alternative Press Music Awards als „Grammy der alternativen Musikszene.“
Für die Austragung der Awardverleihung im Jahr 2016 wurde ein erneuter Umzug erforderlich, da die Veranstaltung zeitgleich mit der Republican National Convention, welche ebenfalls in Cleveland stattfand, eine erneute Nutzung der Quicken Loans Arena unmöglich machte. So wurde entschieden die Verleihung erstmals außerhalb von Cleveland, in der Value City Arena in Columbus auszutragen.
2017 kehrte die Veranstaltung nach Cleveland zurück. Als Moderator wurde Andy Biersack von den Black Veil Brides bestätigt, nachdem in den beiden Jahren zuvor Alex Gaskarth und Jack Barakat von All Time Low die Rolle innehatten. Im Frühjahr des Folgejahres wurde angekündigt, dass die Preisverleihung erstmals im Herbst stattfinden sollte, um eine Überschneidung mit der Warped Tour zu verhindern, die in diesem Sommer letztmals als Festivaltournee ausgetragen wurde. Allerdings wurde Anfang November bekannt gegeben, das im Jahr 2018 keine Awardshow veranstaltet werden wird und der zukünftige Zeitpunkt einer erneuten Austragung ungewiss ist.

## Kategorien
Bei den Alternative Press Music Awards wurden 2014 insgesamt 14 Preise vergeben, wovon 12 von den Alternative-Press-Lesern durch eine Online-Abstimmung beeinflusst wurden. Diese Kategorien sind:
Vanguard Award: Die Auszeichnung wird an einen Künstler/Interpreten verliehen, welche die Rockmusik nachhaltig prägten, vergeben. Dieser Preis wird direkt vom Alternative Press verliehen.
Icon Award: Wie der Vanguard Award, wird der Icon Award an einen Künstler/Interpreten verliehen, welche die nationale Rockszene nachhaltig prägten, verliehen. Dieser Preis wird vom Alternative Press verliehen.
Künstler des Jahres: Der Preis richtet sich an den Künstler/Interpreten, welcher sich im Vorjahr besonders durch Liveauftritte und musikalische Erfolge ausgezeichnet hat. Über den späteren Preisträger stimmen die Magazinleser in einer Online-Abstimmung ab.
Album des Jahres: Der Preis für das beste Album wird für das kommerziell erfolgreichste Album vergeben. Herangezogen werden unter anderem Plattenkritiken und Plattenverkäufe. Über den späteren Preisträger stimmen die Magazinleser in einer Online-Abstimmung ab.
Soziales Engagement: Dieser Preis wird an den Künstler/Interpreten und deren Projekte vergeben, welcher sich im Vorjahr besonders durch soziales Engagement auf sich aufmerksam gemacht hat. Über den späteren Preisträger stimmen die Magazinleser in einer Online-Abstimmung ab.
Beste Liveband: Der Preis geht an die beste Liveband des jeweiligen Vorjahres. Über den späteren Preisträger stimmen die Magazinleser in einer Online-Abstimmung ab.
Bester Newcomer: Der Preis wird an den besten Newcomer vergeben. Über den späteren Preisträger stimmen die Magazinleser in einer Online-Abstimmung ab.
Beste internationale Band: Der Preis geht an den besten Nicht-US-amerikanischen Künstler/Interpreten. Herangezogen werden Live-Präsenz und musikalische Erfolge des jeweiligen Vorjahres. Über den späteren Preisträger stimmen die Magazinleser in einer Online-Abstimmung ab.
Lied des Jahres: Der Preis geht an das beste Lied des jeweiligen Vorjahres. Über den späteren Preisträger stimmen die Magazinleser in einer Online-Abstimmung ab.
Beste Fangemeinde: Der Preis wird an den Künstler/Interpreten mit der besten Fangemeinde vergeben. Über den späteren Preisträger stimmen die Magazinleser in einer Online-Abstimmung ab.
Bester Sänger: Der Preis geht an den besten Sänger des jeweiligen Vorjahres. Über den späteren Preisträger stimmen die Magazinleser in einer Online-Abstimmung ab.
Beste Bassist: Der Preis geht an den besten Bassisten des jeweiligen Vorjahres. Über den späteren Preisträger stimmen die Magazinleser in einer Online-Abstimmung ab.
Bester Schlagzeuger: Der Preis geht an den besten Schlagzeuger des jeweiligen Vorjahres. Über den späteren Preisträger stimmen die Magazinleser in einer Online-Abstimmung ab.
Bester Gitarrist: Der Preis geht an den besten Gitarristen des jeweiligen Vorjahres. Über den späteren Preisträger stimmen die Magazinleser in einer Online-Abstimmung ab.
Bei der zweiten Austragung kamen zwei neue Kategorien hinzu:
Beste Underground-Band: Dieser Preis wird an die Band verliehen, welche sich im Underground den größten Namen erspielt hat. Über den späteren Preisträger stimmen die Magazinleser in einer Online-Abstimmung ab.
Bestes Musikvideo: In dieser Kategorie wird das beste Musikvideo ausgezeichnet. Der Preisträger wird durch eine Online-Abstimmung ermittelt. Allerdings nicht über Alternative Press, sondern über dem Hauptsponsor (aktuell Journeys).

## Der „Skully“
Die Trophäe für den Gewinner jeder Kategorie wird „Skully“ genannt. Sie ähnelt einem Totenkopf und hat die Form eines Standmikrofons. Die Idee für das Aussehen der Trophäe entstand bei einem Treffen der Redaktion im Oktober des Jahres 2013. Die Form basiert auf einen Gegenstand von Chefredakteur Mike Shea, welcher von Josh Bernstein als Vorlage vorgeschlagen wurde. Entworfen und konzipiert wurde der Skully von Jason Goad und Rich Sandomeno. Letzterer war auch für die Gestaltung der Preise bei den Revolver Golden Gods Awards zuständig.
Es gab mehrere Vorlagen für die Trophäe, darunter hatte eine die Form einer Walküre. Dieser Entwurf fand zwar Zuspruch wurde jedoch verworfen, da diese Vorlage einer Emmy-Trophäe ähnelte. Auch wenn das Motiv nicht ausgewählt wurde, fand es unter anderem Verwendung auf Backdrops und Werbeposter für die erste Veranstaltung der Preisverleihung.
Der Skully hat eine Höhe von 9 Inches, besteht aus Nickel, Urethan, Stahl und ist verchromt.

## Veranstaltungen
| Jahr | Name                                | Datum             | Location                                                        | Moderator                      |
| ---- | ----------------------------------- | ----------------- | --------------------------------------------------------------- | ------------------------------ |
| 2014 | Alternative Press Music Awards 2014 | 21. Juli 2014     | Rock and Roll Hall of Fame Museum Cleveland, Vereinigte Staaten | Mark Hoppus                    |
| 2015 | Alternative Press Music Awards 2015 | 22. Juli 2015     | Quicken Loans Arena Cleveland, Vereinigte Staaten               | Alex Gaskarth und Jack Barakat |
| 2016 | Alternative Press Music Awards 2016 | 18. Juli 2016     | Value City Arena Columbus, Vereinigte Staaten                   | Alex Gaskarth und Jack Barakat |
| 2017 | Alternative Press Music Awards 2017 | 17. Juli 2017     | Quicken Loans Arena Cleveland, Vereinigte Staaten               | Andy Biersack                  |
| 2018 | Alternative Press Music Awards 2018 | nicht ausgetragen | noch nicht bekanntgegeben Cleveland, Vereinigte Staaten         | noch nicht bekanntgegeben      |

## Die Preisträger

### 2014
Die erstmalige Preisverleihung fand am 21. Juli 2014 in Cleveland, Ohio statt. Moderator war Mark Hoppus von Blink-182. Als musikalische Gäste traten unter anderem A Day to Remember, Misfits, Fall Out Boy, Asking Alexandria, twenty one pilots und All Time Low auf. Am 11. Juni 2014 wurden unter anderem Sleeping with Sirens, Memphis May Fire, Motionless in White und I See Stars als weitere musikalische Gäste angekündigt. Joan Jett & The Blackhearts wurden mit dem Icon Award und Billy Corgan von den Smashing Pumpkins wurde mit dem Vanguard Award ausgezeichnet. Slash wurde mit dem Guitar Legend Award geehrt. Die restlichen Preisträger wurden durch ein weltweites Online-Voting auf der Website des Magazines ermittelt.
Die Gewinner des Skullys sind:
- Vanguard Award: Billy Corgan (Smashing Pumpkins)
- Icon: Joan Jett & The Blackhearts
- Guitar Legend Award: Slash
- Band des Jahres: Fall Out Boy
- Album des Jahres: Sempiternal von Bring Me the Horizon
- Lied des Jahres: A Love Like War (feat. Vic Fuentes) von All Time Low
- Beste internationale Band: Bring Me the Horizon
- Bester Newcomer: Crown the Empire
- Beste Liveband: Pierce the Veil
- Beste Fans: Black Veil Brides
- Soziales Engagement: All Time Low (Skate4Cancer)
- Bester Sänger: Brendon Urie (Panic! at the Disco)
- Bester Bassist: Jaime Preciado (Pierce the Veil)
- Bester Schlagzeuger: Mike Fuentes (Pierce the Veil)
- Bester Gitarrist: Phil Manansala (Of Mice & Men)

### 2015
Am 22. Juli 2015 sollten die Alternative Press Music Awards erneut in Cleveland, Ohio vergeben werden. Das Event zog dazu auf das Gelände der Quicken Loans Arena, dem Heimstadion der Cleveland Cavaliers. Moderiert wurde die Veranstaltung von Alex Gaskarth und Jack Barakat von All Time Low.
Die Gewinner des Skullys sind:
- Vanguard Award: Rob Zombie
- Icon: X
- Musikvideo des Jahres: Drown von Bring Me the Horizon
- Band des Jahres: Issues
- Album des Jahres: Black Veil Brides von Black Veil Brides
- Lied des Jahres: Kick Me von Sleeping with Sirens
- Beste internationale Band: The 1975
- Bester Newcomer: PVRIS
- Beste Underground-Band: Being as an Ocean
- Beste Liveband: A Day to Remember
- Beste Fans: All Time Low
- Soziales Engagement: Taking Back Sunday (American Cancer Society)
- Bester Sänger: Hayley Williams (Paramore)
- Bester Bassist: Zack Merrick (All Time Low)
- Bester Schlagzeuger: Rian Dawson (All Time Low)
- Bester Gitarrist: Tony Perry (Pierce the Veil)
- Fandom des Jahres: 5 Seconds of Summer

### 2016
Im 18. Juli 2016 wurden die dritten Alternative Press Music Awards vergeben. Aufgrund der gleichzeitig in Cleveland, Ohio stattfindenden Republican National Convention, welche die Nutzung mehrerer Veranstaltungszentren der Stadt unmöglich machten, wurde der Preis erstmals in einer anderen Stadt vergeben. Die Awardverleihung fand in der Value City Arena in Columbus, Ohio statt. Wie auch im Jahr 2015 moderierten Alex Gaskarth und Jack Barakat von All Time Low den Abend.
Die Skullies erhielten
- Icon: Marilyn Manson
- Vans "Off The Wall" Award: Yellowcard
- Classic Album: The Young and the Hopeless von Good Charlotte
- Band des Jahres: twenty one pilots
- Album des Jahres: Blurryface von twenty one pilots
- Lied des Jahres: Hallelujah von Panic! at the Disco
- Bestes Musikvideo: Emperor's New Clothes von Panic! at the Disco
- Bester Newcomer: State Champs
- Beste Underground-Band: Too Close to Touch
- Beste internationale Band: You Me at Six
- Beste Liveband: Neck Deep
- Bester Sänger: Patrick Stump (Fall Out Boy)
- Bester Gitarrist: Jack Fowler (Sleeping with Sirens)
- Bester Bassist: Skyler Acord (Issues)
- Bester Schlagzeuger: Christian Coma (Black Veil Brides)
- Soziales Engagement: Jake Luhrs (HeartSupport)
- Beste Fangemeinde: The Ghost Inside